# Braginoco
Bayinnaung ou Bayintnaung (birmanês ဘုရင့်နောင် AFI: [bəjɪ̰ɴ nàʊɴ] lit. O irmão mais velho do Rei; em português Braginoco; em Língua tailandesa พระเจ้าบุเรงนอง   (Burinnaung ou Burengnong)  foi o terceiro rei da dinastia Taungû, na actual Birmânia (reinou de 1551 a 1581). Venerado no país, é sobretudo conhecido por ter acabado sua unificação e conquistado o estado Shan, assim como uma parte da Tailândia e do Laos. Também é bem conhecido na Tailândia por uma canção popular chamada  "Pu Chanah Sip Tit" significando "Conquistador das dez direcções."

## Reconquista da Birmânia (1550-1555)
Bayinnaung chamava-se Kyaw Htin Nawrata ou Htin Kyaw Nawrahta. Bayinnaung era o nome que lhe tinha dado seu cunhado, o rei Tabinshwehti (reino de 1530 a 1550). Depois do assassinato de Tabinshwehti pelos mons da sua corte de Pegu em 1550, Bayinnaung teve que trabalhar para recuperar o reino. Retomou Taungû e Prome em 1551, Pegu, Martabão e Pathein em 1552, e finalmente a antiga capital Ava em 1555.

## Conquistas exteriores

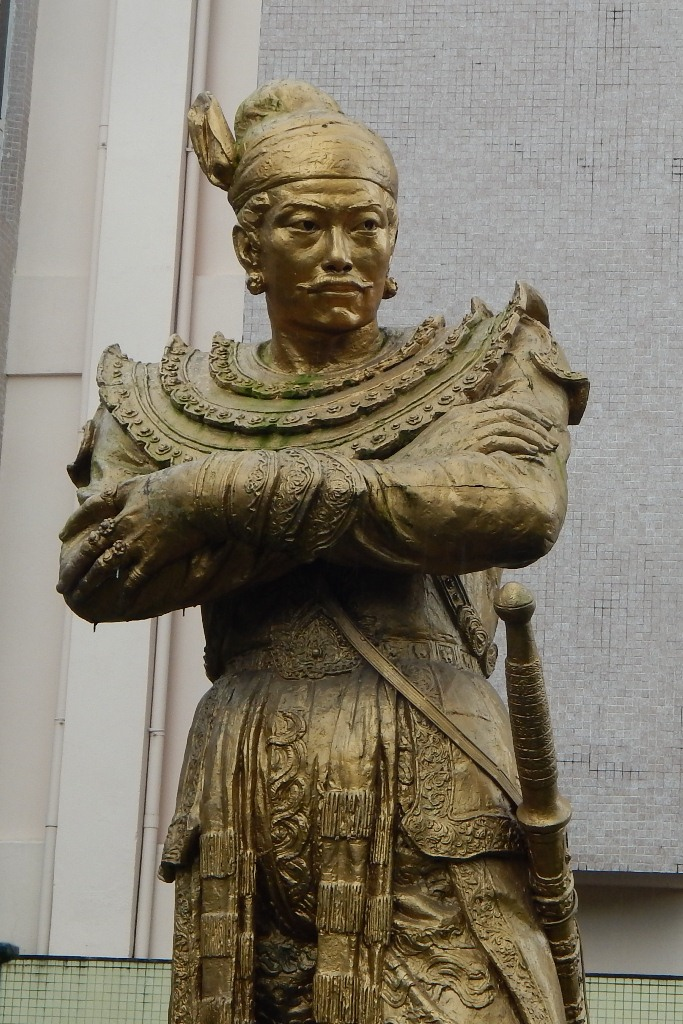
Estátua de Bayinnaun.

Depois de tornar a apoderar-se da Alta e da Baixa Birmânia, lançou uma expedição contra os Shans do Nordeste. Conquistou Mong Mit, Thibaw, Yawnghwe, Mong Yang e Mogaung em 1557.
O ano seguinte, foi a vez de Mong Nai e de Chiang Mai (Zin Mè), capital do Reino de Lanna. Em 1563 submeteu o estado sino-tailandês de Mong Mao.
No mesmo ano, lançou também uma campanha contra o Reino de Aiutaia (Sião). Encontrou grande resistência, mas conseguiu finalmente apoderar-se da capital em 1569. Milhares de cativos foram levados para a Birmânia e o Sião transformou-se em estado vassalo do reino de Taungû (libertou-se em 1584, sob Maha Tammaratchathirat I).
No fim dos anos de 1560, vários viajantes europeus como Cesar Fedrici e Gaspero Balbi visitaram Pegú, e deixaram descrições detalhadas do reino de Bayinnaung.

## Últimos anos
Nos anos 1570, Bayinnaung atacou o reino de Lan Xang (Lin Zin, ou Milhão de elefantes) no actual Laos. O seu rei Setthathirat e os habitantes da capital Vientiane fugiram para a selva, onde continuaram a luta.
Bayinnaung persegui-os, mas o combate transformou-se em guerrilha. Confrontado com um inimigo invisível, e sem vitória decisiva, Bayinnaung teve que deixar o país.
De regresso a Lan Xang em 1574, tentou de fazer voltar os habitantes para Vientiane para reconstruir o reino com um soberano escolhido por ele.
Teve também que lançar uma expedição para reafirmar o seu controlo sobre o estado Shan de Mogaung em 1576.
Á sua morte, em 1581 Bayinnaung estava no ponto de lançar um ataque contra o reino de Arracão. O seu filho Nandabayin sucedeu-lhe.